# Libero Bigiaretti
Libero Bigiaretti (Matelica, 1905. május 16. – Róma, 1993. május 3.) olasz költő, író, műfordító.

## Élete
Fiatalkorában költözött Rómába, de anyagi helyzete nem tette lehetővé, hogy rendszeres tanulmányokat folytasson. Megélhetése érdekében különböző munkákat vállalt; volt kőműves és műszaki rajzoló is. Esténként autodidakta módon képezte magát. végül a művészeti középiskolába iratkozott be. A második világháború után Ivreába költözött, ahol előbb az Olivetti sajtóirodájának igazgatója, később a Nemzeti Írók Szövetsége titkára lett. Írói pályáját az 1930-as évek végén kezdte, első önálló kötete az 1936-ban kiadott Ore e stagioni volt, ezt az 1940-ben megjelent Care ombre követte. Ezután regényeket és elbeszéléseket alkotott, első prózai kötete az Esterina volt, amelyet a Carlone követett, 1950-ben. Francia klasszikusokat fordított olasz nyelvre. Több olasz újság munkatársa is volt, a háború előtt a L’Avanti! és a L’Unità, utána pedig a Mondoperaio szerkesztőjeként tevékenykedett. 
Az 1960-as évek vége felé a RAI-nak dolgozott, munkájának két fontos kulturális program lett az eredménye: a Dito puntato (1967) és a Punto interrogativo (1971–1973), a két műsornak együttesen több száz epizódja volt, s Bigiaretti Luigi Silori irodalomkritikussal közösen vezette. Több irodalmi díj elnyerése után 1952-ben publikálta La scuola dei ladri, 1954-ben az I figli című munkákat, amelyekkel Marzotto-díjat nyert. E munkáiban az interperszonális kapcsolatok nehézségeiről, valamint az apák és gyermekeik közti kommunikáció hiányáról írt. 1966-ban jelent meg Le indulgenze című műve, amely Chianciano-díjat, majd – 1968-ban publikált La controfigura című munkájával közösen – Viareggio-díjat nyert. Abitare altrove (1989), Il Congresso (1963), Dalla donna alla luna (1972) című regényeiben az embernek az ipari társadalomban elfoglalt helyével, az emberi kapcsolatok elszemélytelenedésével, ember és ember kapcsolatával foglalkozott. Néhány színdarabot is írt, ismertebbek a  L'Intervista con Don Giovanni (1958) és a Licenza di Matrimonio (1968). Fontos fennmaradt levelezése, amelyet a 20. század ismert olasz irodalmáraival folytatott, többek közt Giorgio Capronival és Mario Luzival.
Bigiaretti 1963-ban Vallerano vidékén Corrado Alvaro örököseitől egy házat vásárolt, s feleségével, Matilde Crespivel nagyon sok időt töltött itt. Neje 2012. február 6-án, 97 éves korában hunyt el, a valleranói temetőben férje mellett nyugszik. 

## Fontosabb munkái

### Költemények
- Ore e stagioni, Libreria italiana, Róma,  1936
- Care ombre, Augustea, Róma, 1940
- Lungodora, De Luca, Róma, 1955

### Próza
- Esterina, Lettere d'oggi, Róma, 1942
- Incendio a Paleo, Cultura moderna, Róma, 1945
- Un'amicizia difficile, Róma, De Luigi editore, 1945
- Il villino, Garzanti, Milánó, 1946
- Un discorso d'amore, Garzanti, Milánó, 1948
- Carlone. Vita di un italiano, Garzanti, Milánó, 1950
- La scuola dei ladri, Garzanti, Milánó, 1952
- I figli, Vallecchi, Firenze, 1955
- Disamore, Nistri - Lischi, Pisa, 1956
- Carte romane, E.R.I., Torino, 1958
- Uccidi o muori, Vallecchi, Firenze, 1958
- I racconti, Vallecchi, Firenze, 1961
- Il Congresso, Club degli editori, Milánó, 1963
- Le indulgenze, Bompiani, Milánó, 1966
- La controfigura, Bompiani, Milánó, 1968
- Il dissenso, Bompiani, Milánó, 1969
- Dalla donna alla luna, Bompiani, Milánó, 1972
- L'uomo che mangia Il leone, Bompiani, Milánó, 1974
- Due senza, Bompiani, Milánó, 1979
- Questa Roma, Newton & Compton Editori, Róma, 1981
- Il viaggiatore, Rusconi, Milánó, 1984
- Abitare altrove, Olschi, Milánó, Firenze 1989; Bompiani, Milánó, 1986

### Esszék
- Il dito puntato, Bompiani, Milánó, 1967
- Profili al tratto, Róma, 2000

### Színművek
- L'Intervista con Don Giovanni, 1958
- Licenza di Matrimonio, 1968

## Külső hivatkozások
- Libero Bigiaretti az IMDB oldalon
- Liberi Bigiaretti munkáinak bibliográfiája a worldcat oldalon

## Fordítás
- Ez a szócikk részben vagy egészben  a   Libero Bigiaretti című olasz Wikipédia-szócikk ezen változatának fordításán alapul.  Az eredeti cikk szerkesztőit annak laptörténete sorolja fel. Ez a jelzés csupán a megfogalmazás eredetét és a szerzői jogokat jelzi, nem szolgál a cikkben szereplő információk forrásmegjelöléseként.